# Guillermo Ruelas Ocampo
José Guillermo Ruelas Ocampo fue un abogado, maestro emérito y antiguo director de la Facultad de Derecho de la Universidad de Colima por 9 años.

## Docencia
Nació en la ciudad de Colima el 14 de junio de 1941. Fue licenciado en Derecho por la Universidad de Colima desde el 14 de mayo de 1964. Ese mismo año, es designado Secretario de Acuerdos del Juzgado de lo Penal en el Supremo Tribunal de Justicia del Estado de Colima y poco después Juez de lo Penal. 
Fue profesor por la Universidad de Colima desde el 15 de septiembre de 1965, en que se desempeñó como profesor de Sociología en la Escuela de Contabilidad, incorporándose como catedrático desde 1967 a la Facultad de Derecho de la Universidad de Colima en las materias de Sociología, Sociología Jurídica, Teoría del Estado, Historia de las Instituciones Políticas, Derecho Penal, Filosofía Jurídica y Ética Profesional. Además, impartió las materias de Derecho Penal, Teoría del Delito y Teoría de la Culpabilidad clases en la maestría en Ciencias Penales. 
De 1970 a 1974 fue procurador general de Justicia del Estado de Colima durante la gubernatura de Pablo Silva García. Fue director de la Facultad de Derecho de la Universidad de Colima de 1971 a 1980, desde donde reestructuró el plan de estudios de la Licenciatura en Derecho de la Universidad de Colima; colaboró con la Revista Jurídica De Iure del  Instituto Universitario de Investigaciones Jurídicas. De 1994 a 1996 fue Presidente del Tribunal Estatal Electoral del Estado de Colima. 
Obtuvo la maestría en Ciencias Penales el 5 de septiembre de 2001. Participó en la creación de un nuevo Código Penal para el Estado de Colima en 1985, en la elaboración de la Ley sobre Responsabilidad Patrimonial del Estado, y en las reformas a la Ley de lo Contencioso en 2002. En 2003 la Universidad de Colima le concedió el nombramiento de Maestro Emérito. En 1996 fue Presidente del Tribunal de lo contencioso Administrativo del Estado de Colima, cargo del que fue ratificado en 2002. Fue Presidente del Colegio de Abogados de Colima.
Falleció el jueves 31 de enero de 2019, en la ciudad de Colima, a la edad de 77 años.